# Malo Ilino
Malo Ilino (macedónul: Мало Илино) település Észak-Macedóniában, a Pelagonijai körzet Demir Hiszar-i járásában.

## Népesség
| Lakosok száma | 387  | 346  | 315  | 220  | 167  | 118  | 106  | 50   | 34   |
|               | 1948 | 1953 | 1961 | 1971 | 1981 | 1991 | 1994 | 2002 | 2021 |

2002-ben 50 lakosa volt, akik mindannyian macedónok.